# Flaga Kabardyno-Bałkarii
Flaga Kabardo-Bałkarii jest pasem tkaniny o proporcjach 1:2, na której znajdują się poziome pasy w kolorach: niebieskim, białym i zielonym. W centrum flagi, na okrągłej tarczy znajduje się stylizowany wizerunek Elbrusu – najwyższej góry Kaukazu, Kabardo-Bałkarii i całej Rosji, a także, zdaniem wielu geografów, zwłaszcza zachodnioeuropejskich i rosyjskich – Europy. Kolorystyka tarczy odpowiada barwom flagi. 
Kolory te symbolizują:
- Błękit – niebo oraz jedność ludów
- Biel – ośnieżone góry Kaukazu
- Zieleń – przyrodę i pola uprawne

Flaga ta została przyjęta uchwałą Rady Najwyższej republiki z 21 lipca 1994.